# Сергеево (Нижегородская область)
Серге́ево — деревня в Вачском районе Нижегородской области. Входит в состав Арефинского сельсовета.

## География
Находится в км 11 к северо-востоку от Вачи и в 87 км к юго-западу от Нижнего Новгорода. Абсолютная высота над уровнем моря — 179 м..

### Часовой пояс
Сергеево находится в часовой зоне МСК (московское время). Смещение применяемого времени относительно UTC составляет +3:00.

## Инфраструктура
Почтовое отделение 606159 обслуживающее посёлок находится в селе Епифаново.

## Население
| 1999 | 2002 | 2010 |
| ---- | ---- | ---- |
| 305  | ↘268 | ↘228 |

Национальный состав
Согласно результатам переписи 2002 года, в национальной структуре населения русские составляли  100% из 268 человек.